# قادمة الفك العلوي
قادمة الفك العلوي (بالإنجليزية: Premaxilla)‏ هي أحد العظمين الجمجميين الصغيرين في نهاية الفك العلوي الحامل للأسنان لدى العديد من الحيوانات وتتواجد -في الغالب وليس دائما- في نهاية الفك تماما. تكون القادمة عند البشر مندمجة مع الفك العلوي ويطلق عليها العظم القاطع.

## التشريح البشري

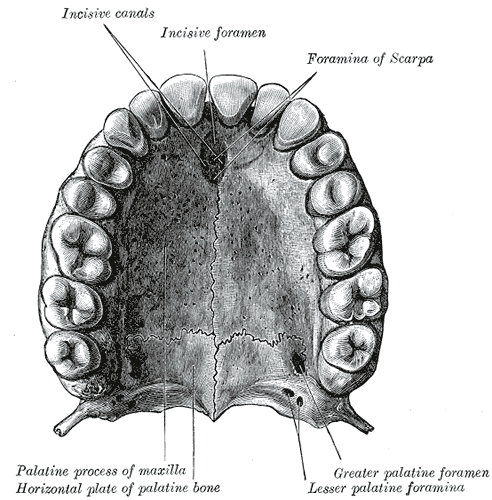
الحنك العظمي والقوس السنخي.

يُشار لدى البشر إلى القادمة العلوية على أنها عظم قاطع وهي جزء من الفك العلوي الذي يحمل الأسنان القاطعة، ويشغل الشوكة الأنفية الأمامية والمنطقة الجناحية للأنف. في جوف الأنف الجزء الحنكي من القادمة العلوية هي صفيحة عظمية لها اتجاهات عرضية عامة. ثقبة العضلة القاطعة مربوطة داخليا وعرضيا بالقادمة العلوية وخلفيا بالنتوء الحنكي للفك العلوي.

### علم الأجنة
لدى الجنين تنمو المنطقة الأنفية من خلايا العرف العصبي والتي تبدأ هجرتها إلى الوجه أثناء الأسبوع الرابع من الحمل. زوج من اللوحاءات الأنفية المتماثلة (المتثخنة في النسيج الطلائي) ينقسم كل منهما إلى عملية متوسطة وجانبية بواسطة الوهدات الأنفية. العمليتان الوسطيتان تصبحان حاجز الأنف، النثرة وقادمة الفك العلوي.
تظهر أول مراكز التعظم في منطقة القادمة العلوية الناشئة أثناء الأسبوع السابع فوق برعم السن القاطعة الثانية في الفراغ الخارجي للتجويف الأنفي. بعد 11 أسبوعا تتطور مراكز التعظم الملحقة إلى جناح الأنف للقادمة العلوية. بعد ذلك تنمو عملية قادمة الفك العلوي تصاعديا لتندمج مع العملية الأمامية للفك العلوي، وتمتد لاحقا خلفيا لتندمج مع العملية السنخية للفك العلوي. الحدود بين الفك العلوية وقادمة الفك العلوي تبقى قابلة للتمييز بعد الولادة وغالبا ما يمكن رؤية الدرز بينهما حتى سن الخامسة.
في فلح الشفة والحنك ثنائي الجانب، نمط نمو قادمة الفك العلوي يختلف بشكل معتبر عن الحالة العادية، ونموه في الرحم مفرط ومتجهٌ أفقيا أكثر، وهذا يُنتج قادمة فك علوي ناتئة عند الولادة.

## اختلاف تطوري
قادمة الفك العلوي تشكل حافة الفم للفك العلوي لدى معظم الفقاريات الفكية، تُكوِّن عظام القادمة العلوية الجزء المركزي فقط لدى كائنات أكثر بدائية. وهي مندمجة لدى سمكة النيص وغائبة لدى الأسماك الغضروعظميات مثل سمك الحفش.
الزواحف ومعظم الثيرابسيدات غير الثديية لديها عظم مزدوج كبير متعظم غشائيا خلف قادمة الفك العلوي يسمى سابتوماكسيلا. لأن هذا العظم أثاري لدى الأكريستاثيريوم (من الوحشيات الحقيقة في العصر الطباشيري)، يعتقد أن هذا الكائن هو أقدم الثدييات المعروفة من الوحشيات. وبشكل يثير الفضول مازالت قادمة الفك العلوي متواجدة لدى الكظاميات.
الفروق في حجم وتكوين قادمة الفك العلوي لمختلف عائلات الخفاشيات تستخدم لتصنيفها.